# Marques de comptatge
Les marques de comptatge, marques de recompte o marques de comptar són un sistema numeral unari. Permet actualitzar el que s'ha escrit sense esborrar o descartar res escrit anteriorment. No obstant això, a causa de la longitud dels nombres grans, les marques de recompte no són gaire utilitzades per text estàtic.

Marques utilitzades a Europa, Zimbabwe, Austràlia i a Amèrica del Nord
Marques utilitzades a la República Popular de la Xina, Japó i Corea
Marques utilitzades a l'Argentina, Brasil i Xile,més sovint en el joc de cartes